# Кремінський районний краєзнавчий музей
Кремінський районний краєзнавчий музей — краєзнавчий музей в місті Кремінна, Луганська область, Україна. Заснований 1966 року. Має близько 9 тисяч експонатів — пам'яток і предметів історії, археології, природознавства, етнографії і культури.

## Історія
Кремінський музей заснований 1966 року рішенням виконкому Кремінської районної Ради народних депутатів Луганської області.
1968 року музей отримав статус «народний», а 1979 року став відділом Луганського обласного краєзнавчого музею.
У 1990 році – реорганізований у Кремінський краєзнавчий  музей.

## Приміщення, експозиція
Музей розташований в історичній будівлі, що є і пам'яткою архітектури кінця XIX століття. Загальна площа — 182,7 м²., із них експозиційна площа — 156,1 м².
Музей має вісім тематичних розділів — археології, історії Слобожанщини, Першої світової війни та революції, Донбасу, Другої світової війни, а також відділ виставок «Кремінські ліси», «Партизанська землянка».
Експозиція нараховує 8840 предметів основного фонду та 215 — науково-допоміжного.
Щорічно музей відвідують 2500-3000 відвідувачів, проходить понад 100 екскурсій.

Експонати
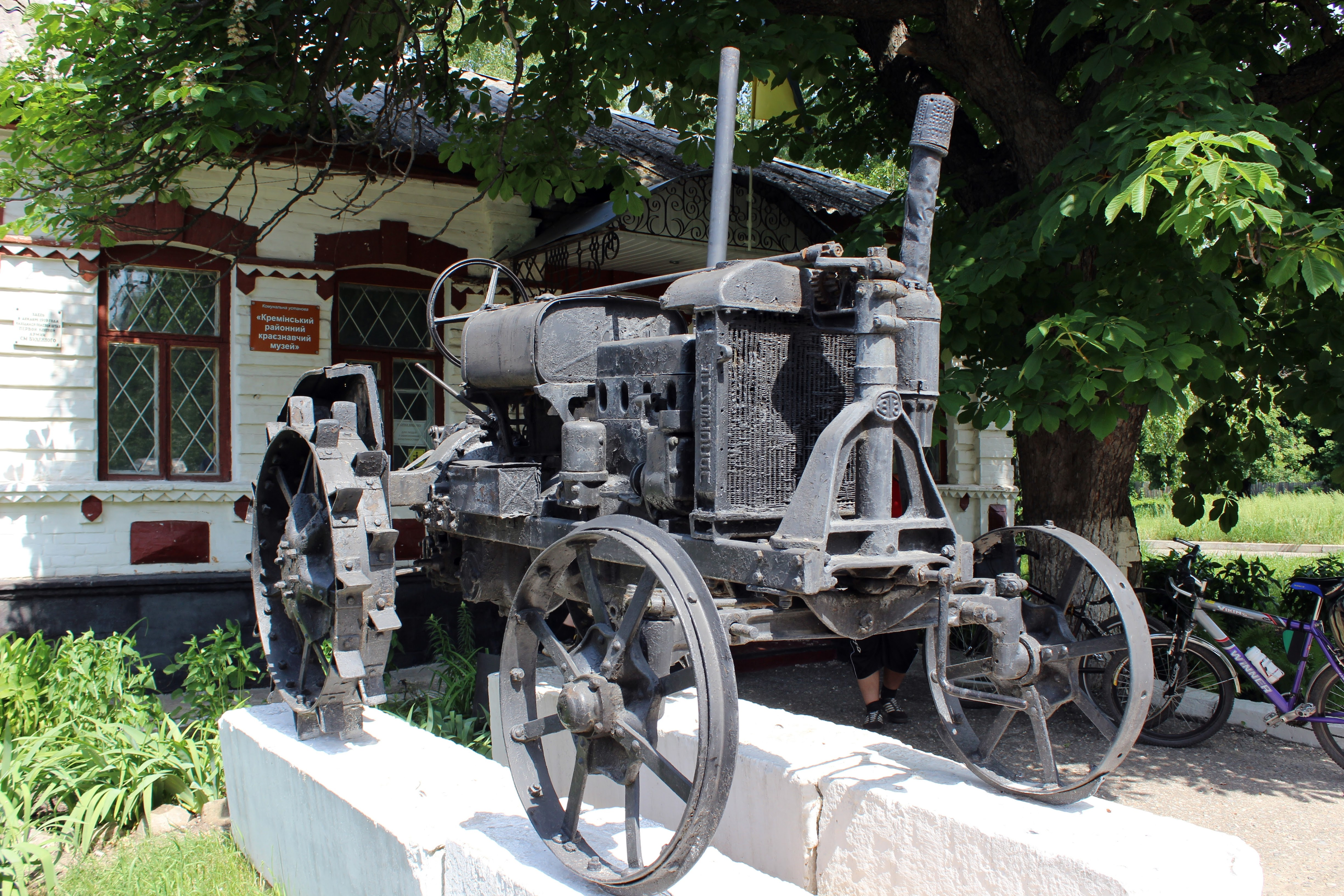
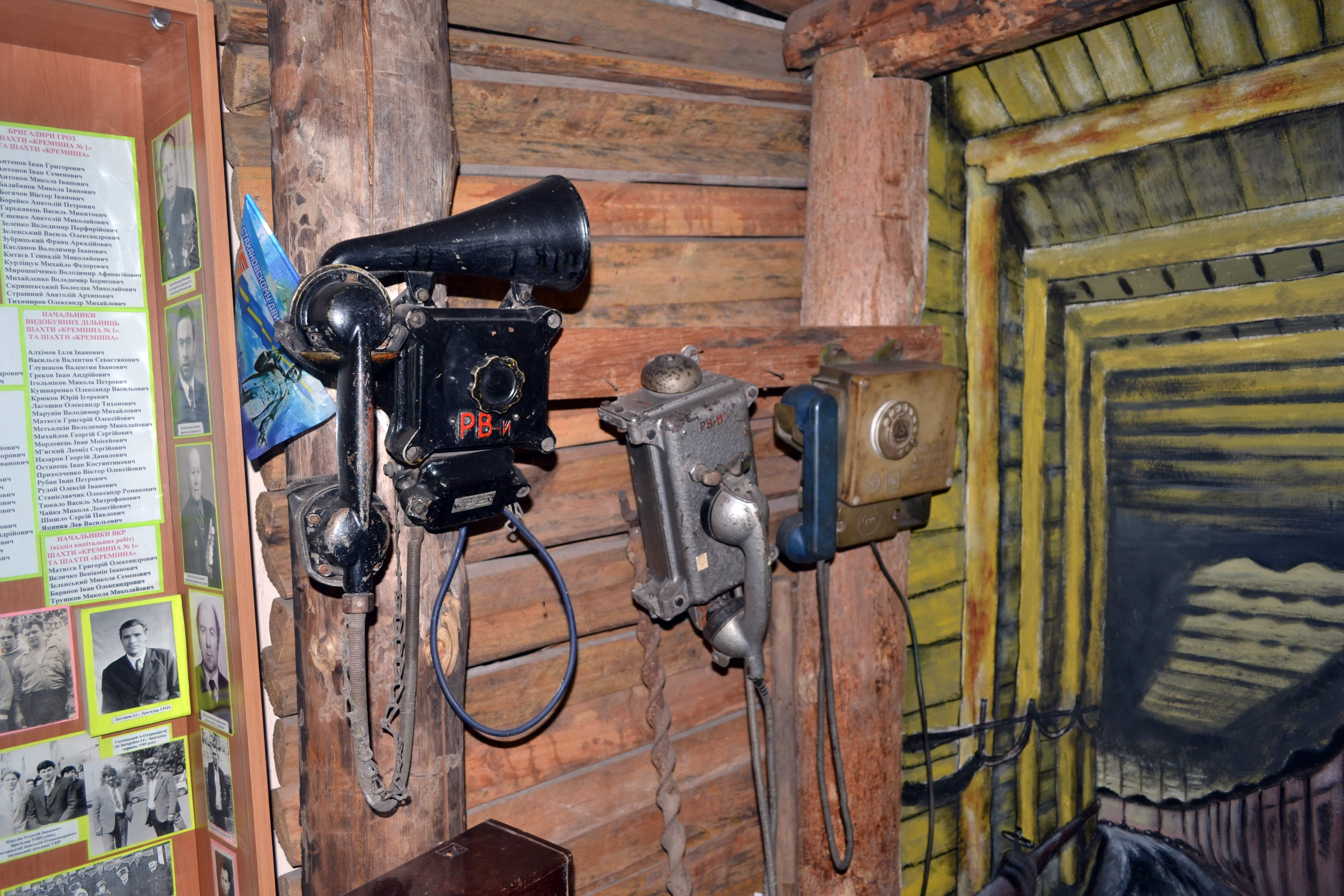
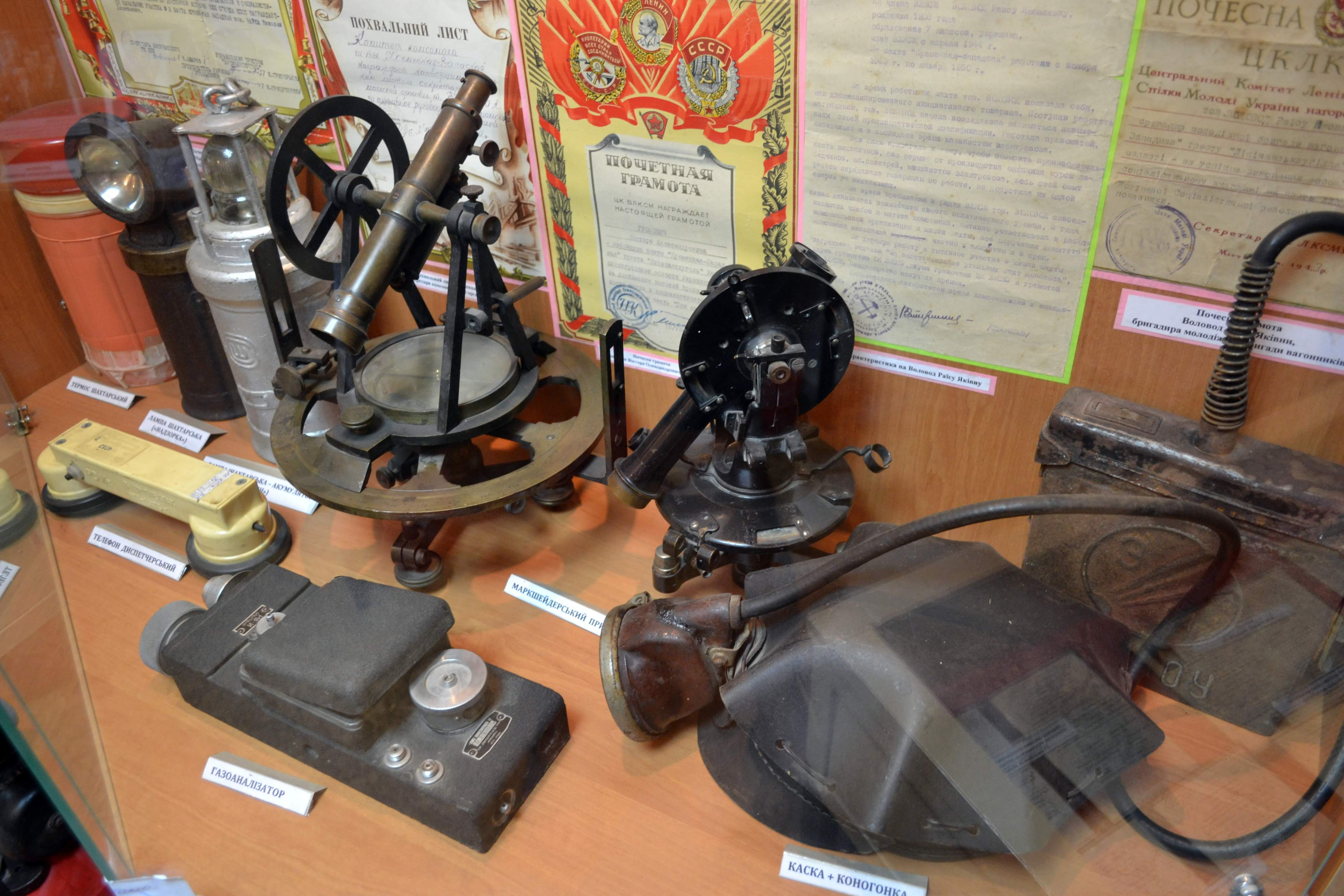
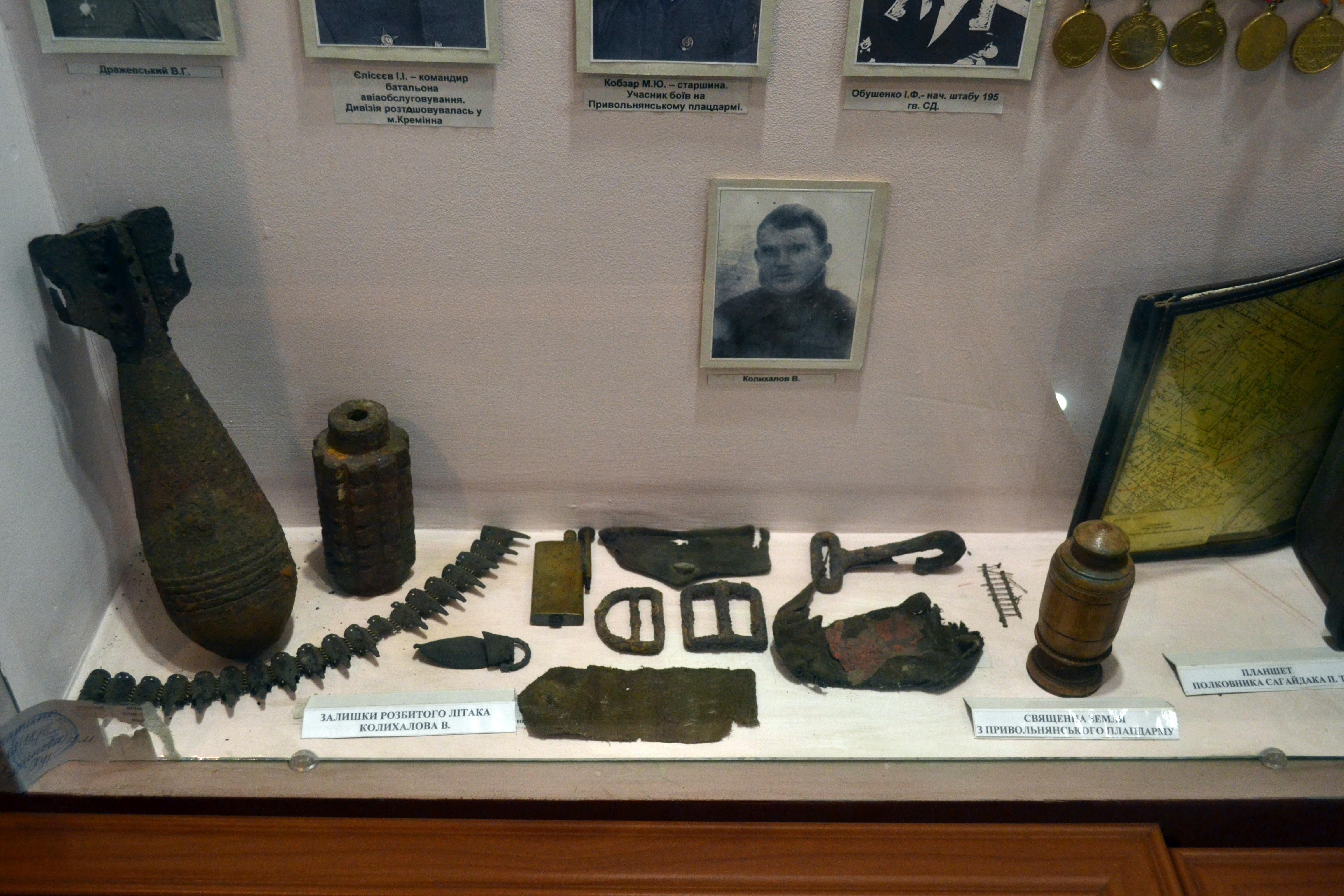
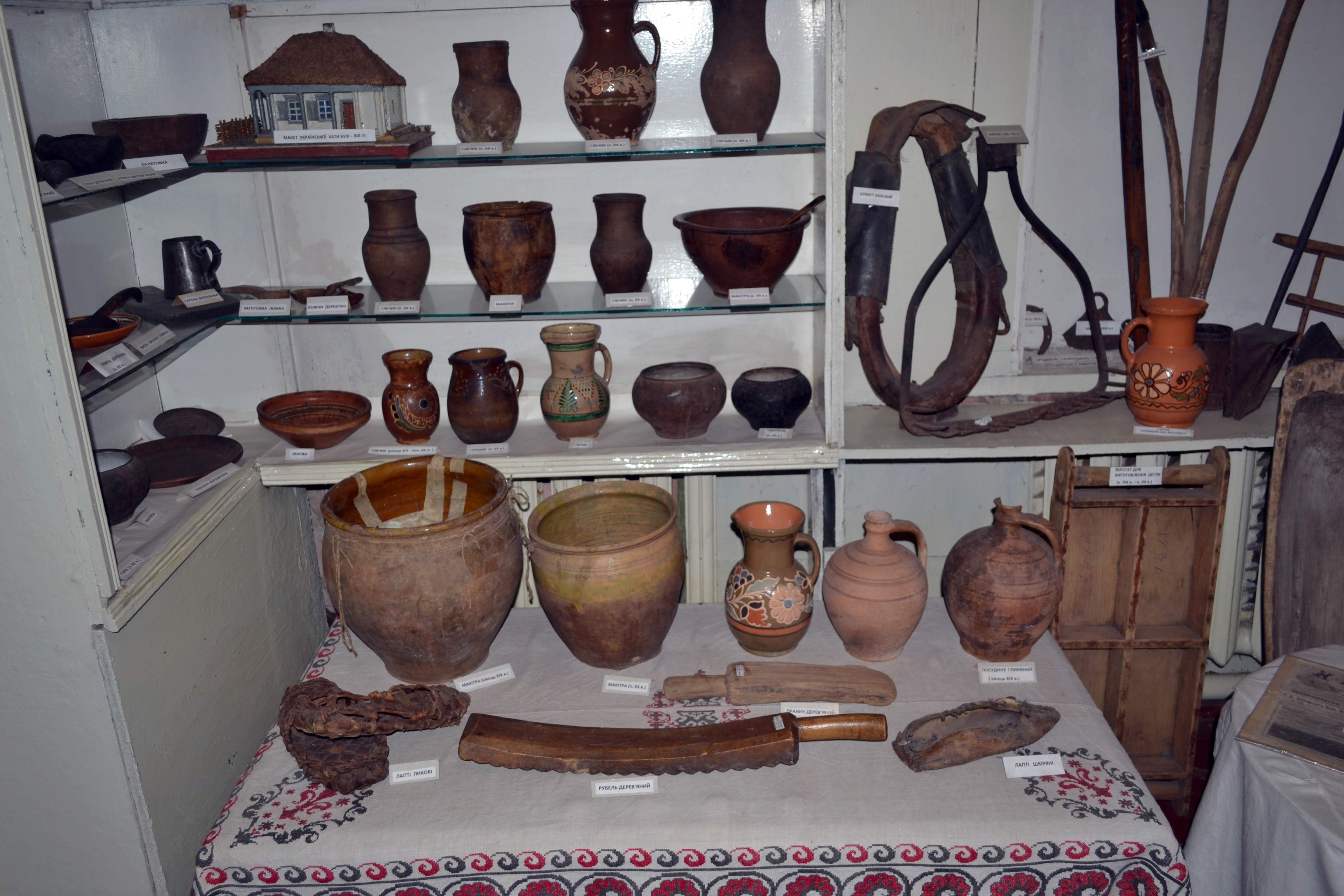
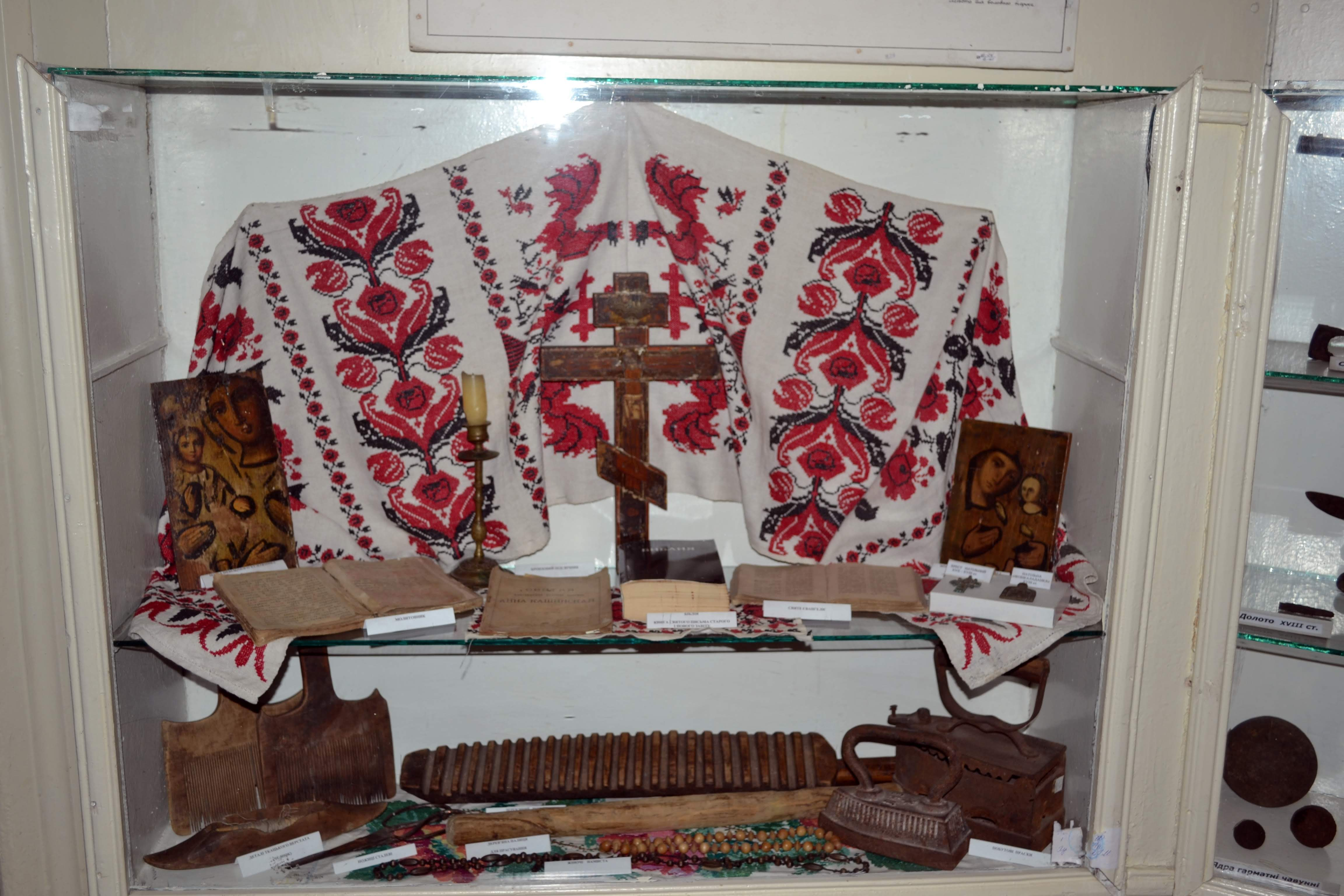
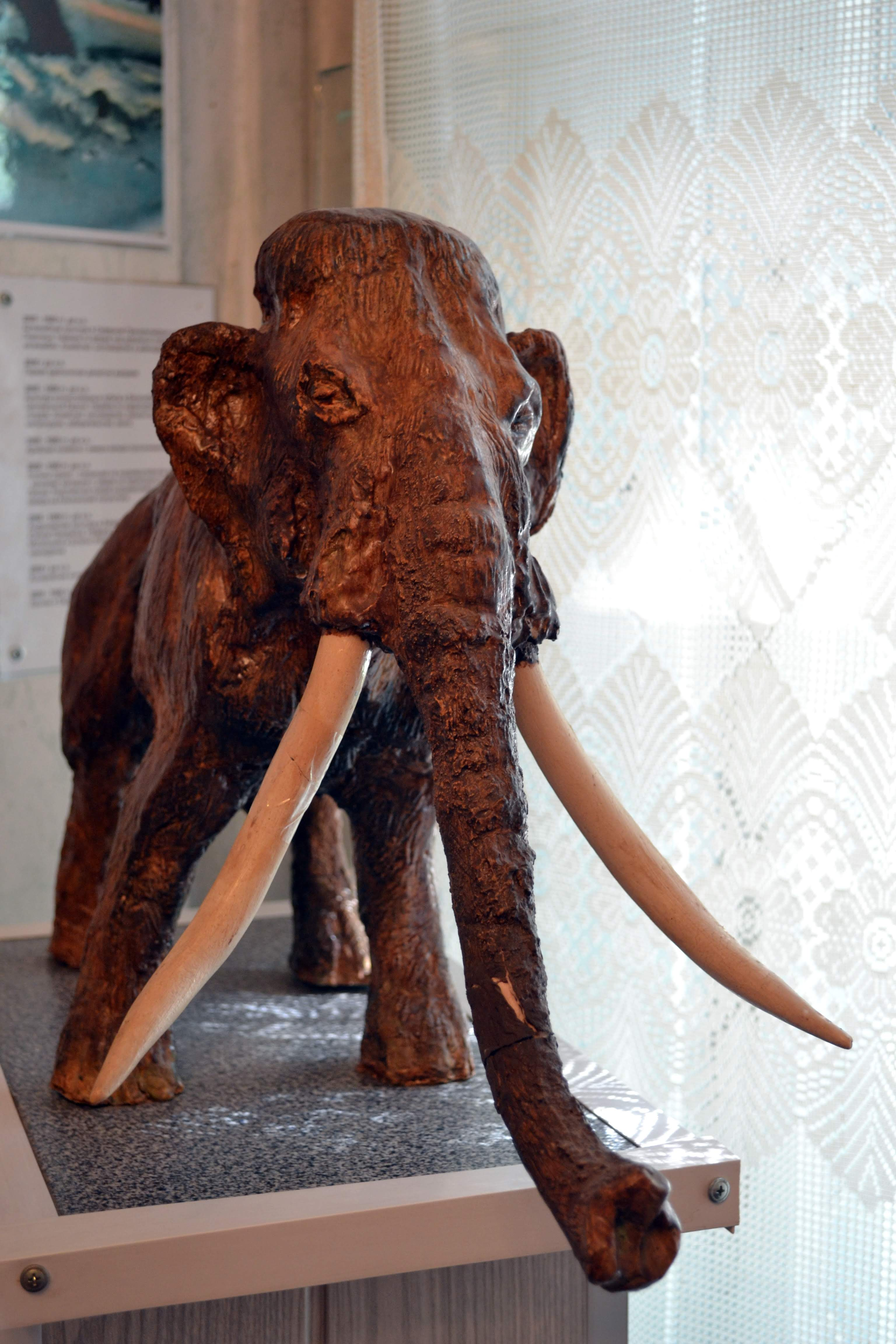
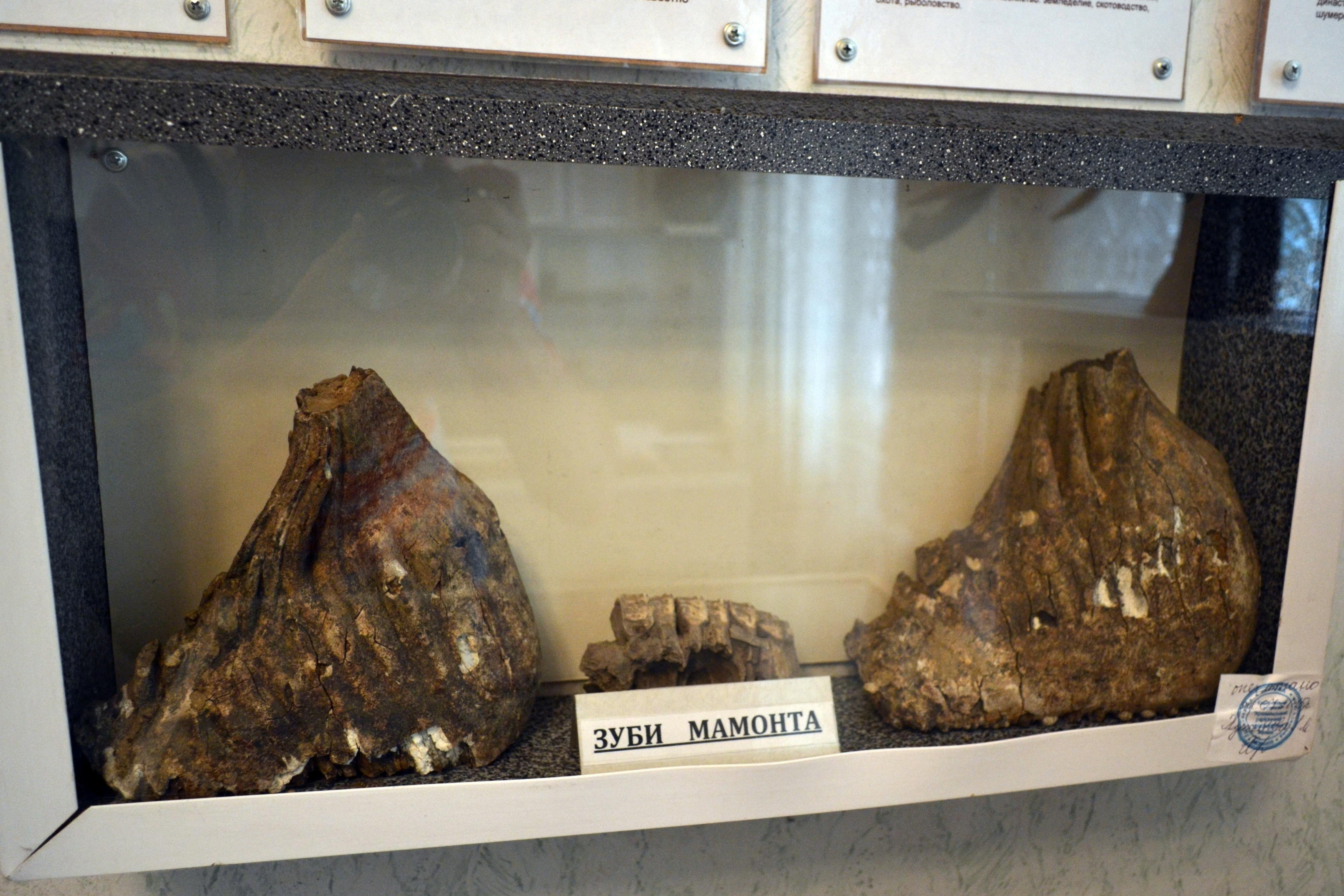
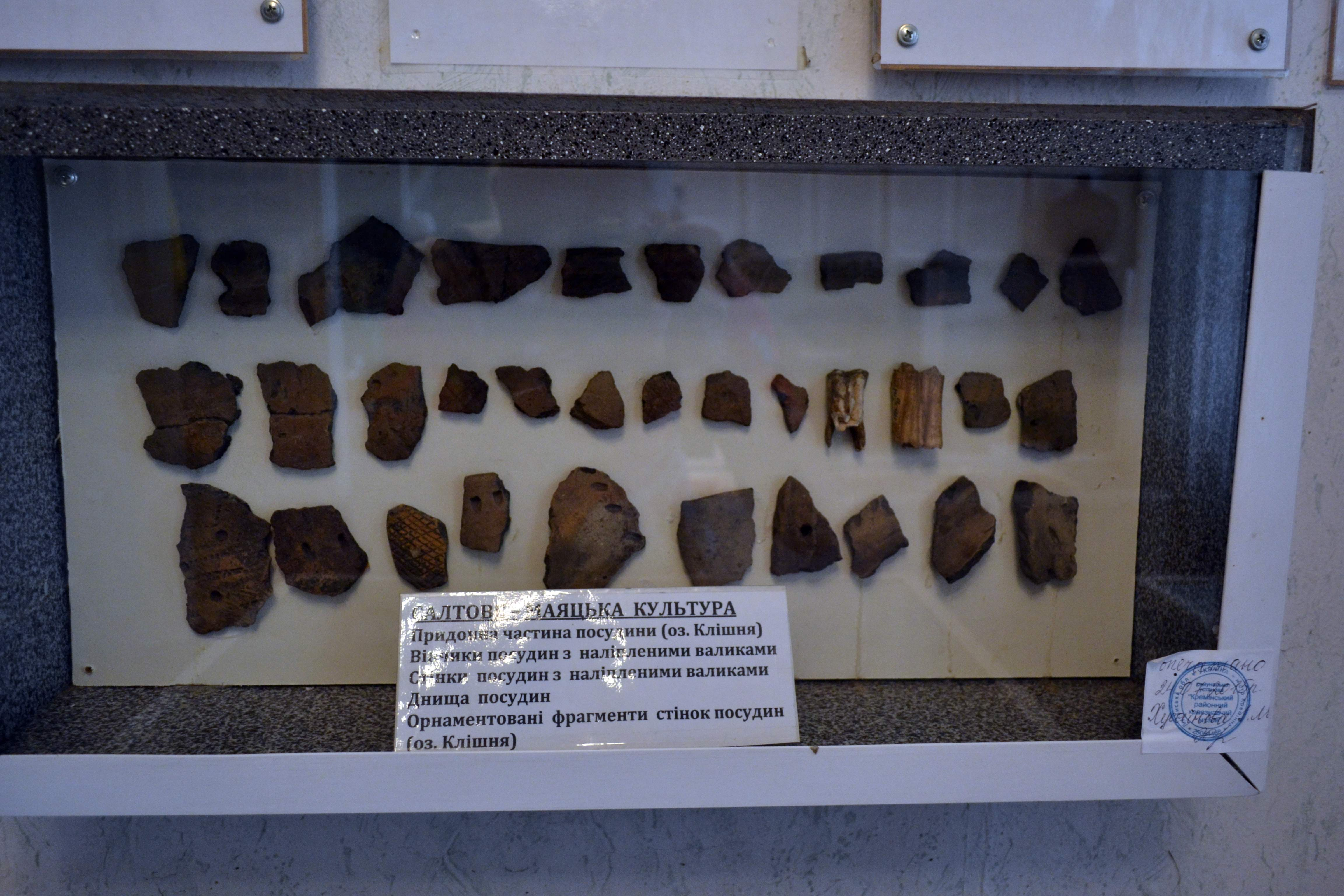
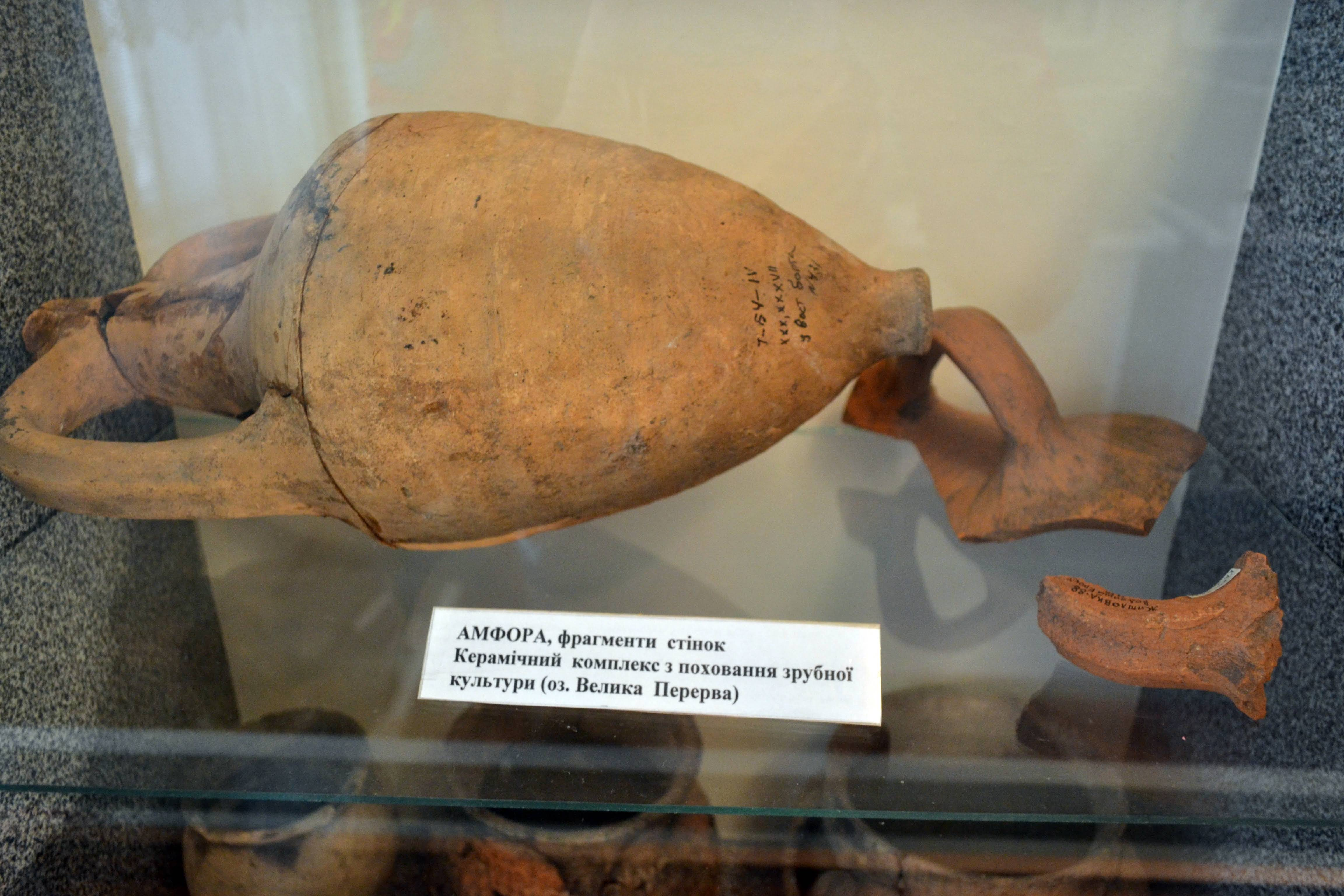